# Sohmer Piano Building
El Sohmer Piano Building (en Inglés: Sohmer Piano Building) es un antiguo edificio en Nueva York, Estados Unidos, que puede ser fácilmente reconocida por su cúpula dorada. Se inauguró en 1897 en el estilo de "Beaux Arts" y se encuentra entre la Quinta Avenida, 170, 22 Street, al suroeste del edificio Flatiron, cerca de Madison Square en Manhattan. Tiene 13 pisos y alberga apartamentos.